# Acuerdo Nacional (Ecuador)
El Movimiento Acuerdo Nacional (MANA) es el movimiento político ecuatoriano, actualmente fuera del registro electoral, que apareció por primera vez en el 2008, fundada por Víctor Hugo Erazo, sin embargo desaparece del registro electoral en el 2013 al el Consejo Nacional Electoral declarar que habría incumplido con los requisitos para mantener su personería jurídica.también consta como afiliado al foro de São Paulo.
El 7 de marzo de 2014 es reconstituida esta organización por un grupo de 4 fundadores, entre ellos Juan Pablo Arévalo, a los cuales en el 2018 se integraría el Movimiento Revolución Ciudadana, la facción correísta de Alianza País. A partir de esto iniciaría un conflicto con el fundador original, Victor Hugo Erazo, quien realizaría una expulsión simbólica de Rafael Correa y Juan Pablo Arévalo, acto que no sería reconocido por estos últimos.

## Historia

### Primera fundación
En el año 2008, Víctor Hugo Erazo forma el Movimiento Acuerdo Nacional siendo inscrito en el poder electoral con el número de lista 31, siendo al siguiente año que pasa a ser un partido político con el número 14. Para el 18 de julio del 2013, la organización sería eliminada del registro por el Consejo Nacional Electoral, el mismo que sería acusado de estar influenciado por el gobierno de Rafael Correa.
Ante los hechos del 30 de septiembre, Erazo sería sentenciado a prisión por participar en la irrupción a Ecuador TV por lo cual se consideraría un "perseguido político", aunque más tarde recibiese el indulto de Correa.

### Reconstitución
El 7 de marzo de 2014 se reúnen Carlos Espinoza Cordero, Juan Pablo Arévalo, Ivonne Espinoza y Carlos Amaya López, quienes suscriben el acta constitutiva del movimiento como fundadores de la organización. Designan a Carlos Espinoza Cordero, quien ya había sido candidato nacional del partido, como representante ante el poder electoral y a Carlos Amaya López como secretario.
El 16 de enero de 2018, tras una disputa interna de Alianza País y la resolución del Tribunal Contencioso Electoral, la facción correísta se separa del partido de gobierno e inician el proceso para inscribir el Movimiento Revolución Ciudadana, acto en el cual fracasan al no ser aceptado este nombre por el consejo electoral por lo cual optaron por nombrarse como Revolución Alfarista, nombre que también sería rechazado. El 5 de mayo, luego de conversaciones con la directiva de MANA, se integran a este movimiento oficialmente en una reunión en Riobamba.
El 7 de mayo de ese mismo año, Vanesa Suárez deja la representación legal del movimiento, cediendo el cargo a Juan Pablo Arévalo quien suscribió la alianza con Rafael Correa. Sin embargo, el 8 de agosto, Vanesa Suárez y Víctor Hugo Erazo realizan una rueda de prensa en la que expulsan a Correa, Arévalo y además miembros de la facción correísta ante los hechos del secuestro de Fernando Balda, en esta rueda de prensa Suárez se vuelve a declarar representante del movimiento y pide junto a Erazo que el poder electoral impida que la facción correísta inscriba el movimiento. La expulsión sería rechazada por Arévalo tanto en comunicado como en video donde se presentó a Ricardo Patiño como secretario de la organización, a la vez que desconocen relación con el movimiento fundado por Erazo.